# Андрєєво (селище при залізничній станції, Ленінградська область)
Андрєєво (рос. Андреево) — селище залізничної станції у Кіриському районі Ленінградської області Російської Федерації.
Населення становить 41 особу. Належить до муніципального утворення Глажевське сільське поселення.

## Історія
Згідно із законом від 1 вересня 2004 року № 49-оз органом  місцевого самоврядування є Глажевське сільське поселення.

## Населення
| 1997 | 2002 | 2007 | 2010 | 2017 |
| ---- | ---- | ---- | ---- | ---- |
| 31   | ↘27  | ↗28  | ↘18  | ↗41  |